# Ambatofinandrahana
Ambatofinandrahana – miasto w środkowej części Madagaskaru, w prowincji Fianarantsoa. Liczy 27 068 mieszkańców.
Leży przy drodze Route nationale 35 między miastami Morondava, a Ivato,  67 km od tej drugiej miejscowości.